# Calle de Beatriz Galindo

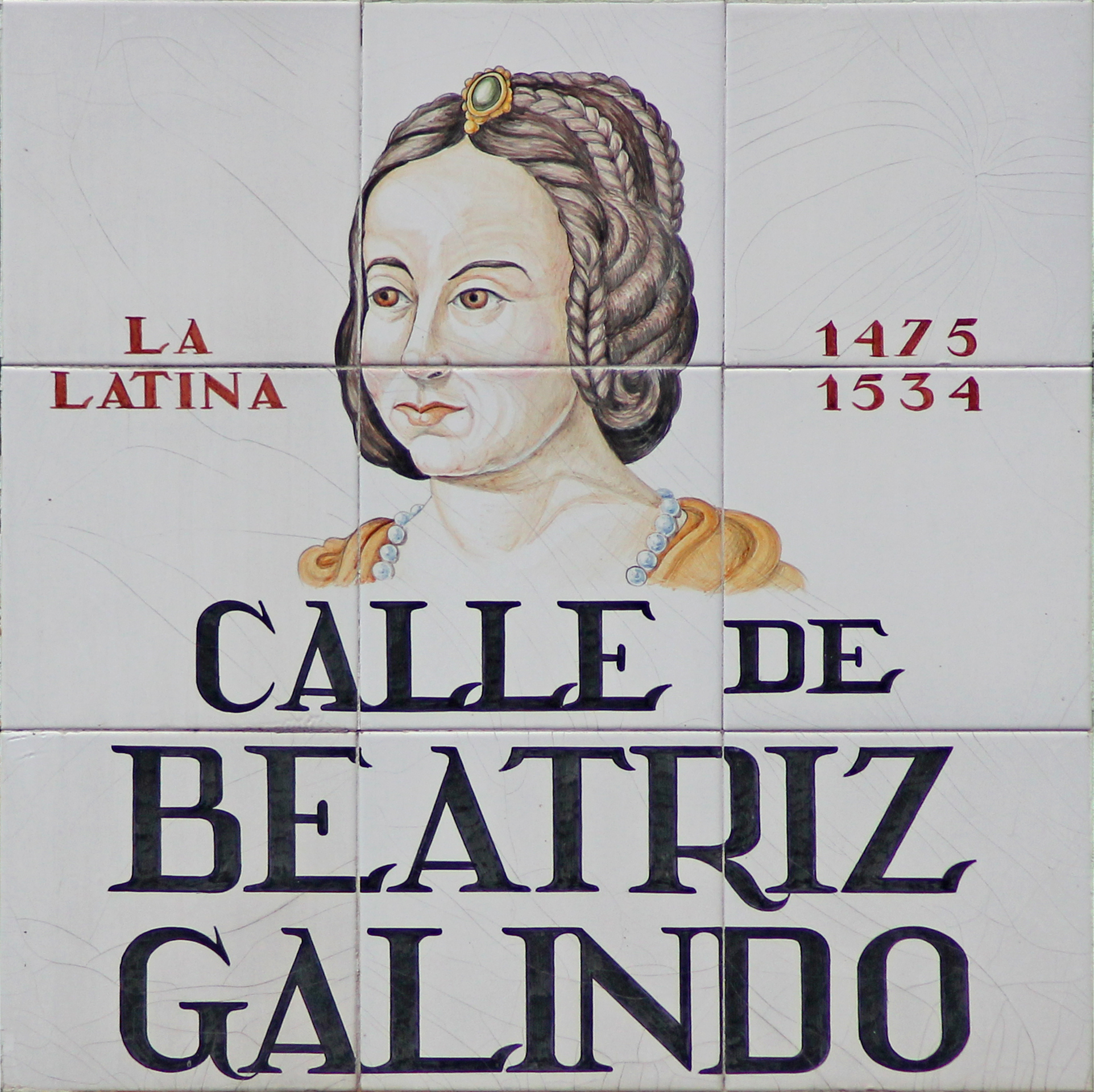
Placa de azulejos de la calle en el callejero histórico de Madrid.

La calle de Beatriz Galindo es una vía del barrio de la Latina en el casco histórico de la ciudad española de Madrid. Debe su nombre a la «camarera, maestra y consejera» de Isabel la Católica. Describe un gran arco desde la calle de Segovia hasta la de San Buenaventura, formando un paseo exterior que desciende y asciende en un trazado ondulante por las empinadas laderas del antiguo cerro de las Vistillas; en lo que fuera el barrio de Alfonso VI.

## Historia

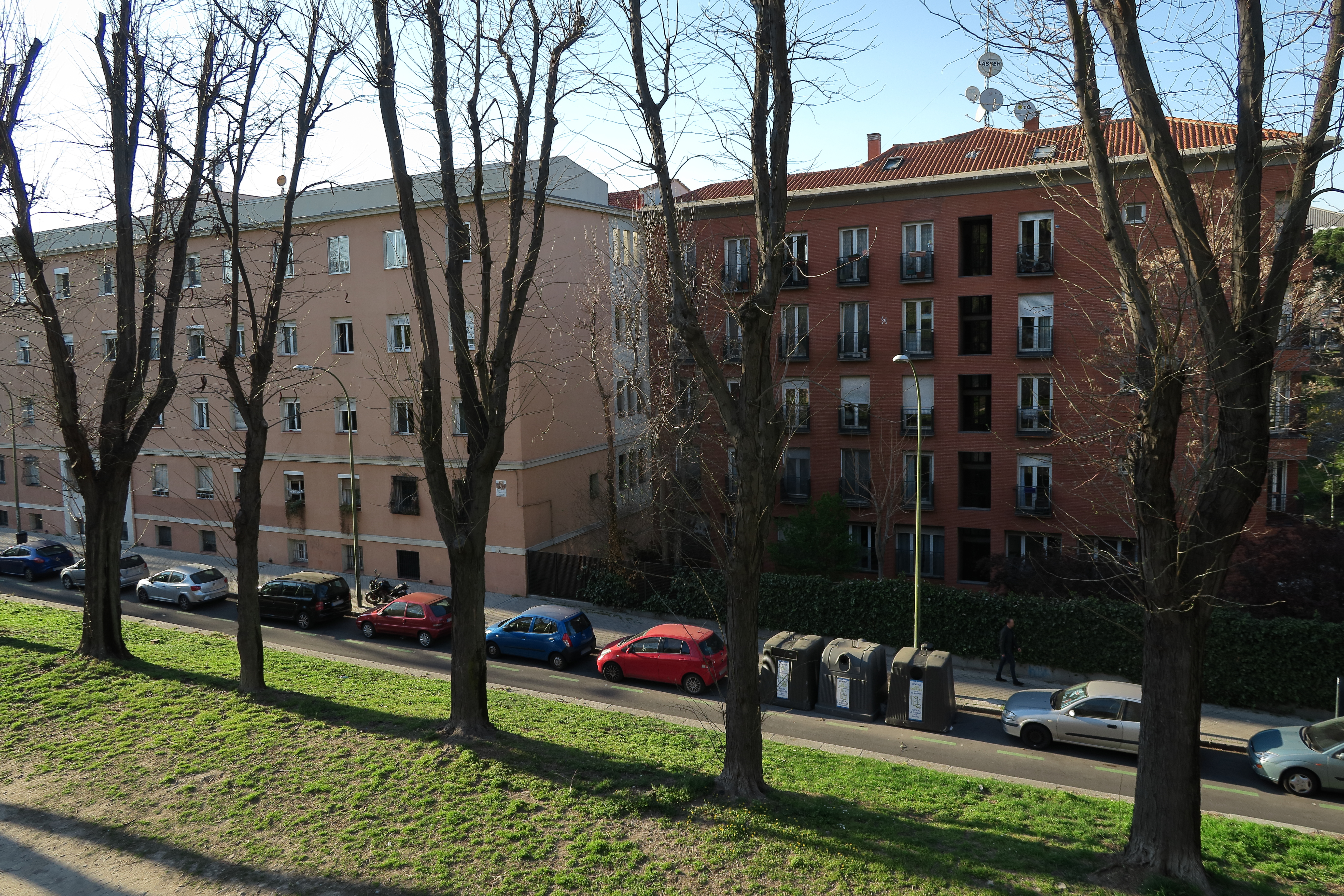
Calle de Beatriz Galindo, desde la cuesta de los Ciegos, en 2017.

Si intensa y fructífera fue la vida de la mujer que le da nombre, necesariamente modesta es la historia de esta calle en su ajardinada y recoleta existencia. Tardó mucho el Ayuntamiento madrileño en rendir municipal homenaje a la que popularmente se conoció como La Latina, que ocurrió por fin, ya entre el ocaso del siglo xix y el amanecer del xx, y acabó eligiendo un paraje olvidado según estima el cronista Pedro de Répide, entre la cuesta de los Ciegos y la cuesta de Javalquinto. Quizá por todo ello, y a pesar de lo lustroso del personaje, la calle de Beatriz Galindo se ve superada por los historiales castizos de otras vías vecinas, como la mencionada cuesta de los Ciegos o la de las Descargas, que en su origen también fueron senderos en el barranco de San Pedro, tan ricos en sucesos truculentos, sainetes y leyendas de santos.